# Kuroczub
Kuroczub (Pucrasia macrolopha) – gatunek dużego ptaka z rodziny kurowatych (Phasianidae), podrodziny bażantów (Phasianinae). Występuje w Himalajach i na południe od nich oraz w Chinach. Nie jest zagrożony wyginięciem.

## Taksonomia
Po raz pierwszy gatunek opisał René Lesson w 1829, w 59. tomie Dictionnaire des Sciences naturelles. Nowemu gatunkowi nadał nazwę Satyra macrolopha. Holotyp pochodzić miał z Bengalu. Obecnie (2021) Międzynarodowy Komitet Ornitologiczny (IOC) umieszcza kuroczuba w osobnym, monotypowym rodzaju Pucrasia, opisanym w 1841 przez G.R. Graya. Pięć lat wcześniej osobny rodzaj wspomniany został przez Lessona, jednak jego nazwa – Eulophus – była już wówczas w użyciu (w entomologii). Systematyka podgatunków jest sporna. Niektórzy autorzy dzielą je na trzy geograficznie odrębne grupy – „grupę himalajską” (macrolopha, castanea, biddulphi, nipalensis), „grupę ze złotymi obrożami” (xanthospila, meyeri i ruficollis) oraz „grupę wschodnią” (darwini, joretiana). Nie ustalono, czy ten geograficzny podział ma znaczenie w taksonomii. Przedstawiciele poszczególnych grup podgatunków różnią się także dominującymi w upierzeniu barwami. Na wyodrębnienie się rodzaju Pucrasia duży wpływ mogło wywrzeć wyniesienie się Himalajów (niecałe 8 mln lat temu) i plejstoceńskie zmiany klimatu.

## Podgatunki i zasięg występowania
IOC wyróżnia następujące podgatunki:
- P. m. castanea Gould, 1854 – wschodni Afganistan po przyległą część Pakistanu (do Czitral)
- P. m. biddulphi Marshall, 1879 – północny Pakistan i północne Indie (po zachodni stan Himachal Pradesh)
- P. m. macrolopha (Lesson, 1829) – zachodnie Himalaje, od centralnego stanu Himachal Pradesh na wschód po zachodni Nepal
- P. m. nipalensis Gould, 1854 – zachodnio-centralny Nepal
- P. m. meyeri Madarász, 1886 – południowo-centralne Chiny (zachodni i południowo-zachodni Syczuan na wschód po północno-zachodni Junnan). Wymarły w południowo-wschodnim Tybecie
- P. m. ruficollis David & Oustalet, 1877 – centralne Chiny (południowe prowincje: Gansu i Shaanxi oraz zachodni Syczuan)
- P. m. xanthospila G.R. Gray, 1864 – północno-wschodnie Chiny (od Shaanxi na północny wschód przez Hebei i południowo-wschodnią Mongolię Wewnętrzną po południowo-zachodnią Mandżurię)
- P. m. joretiana Heude, 1883 – centralno-wschodnie Chiny (południowo-zachodnia prowincja Anhui)
- P. m. darwini Swinhoe, 1872 – centralne i wschodnie Chiny (Hubei i południowo-wschodni Syczuan na wschód po Zhejiang i Fujian; wymarły w północno-zachodniej części prowincji Fujian oraz w północnej Guangdong)

## Morfologia
Długość ciała wynosi 58–64 cm u samców (z czego ogon stanowi 22–28 cm), u samicy zaś 52,5–56 cm (w tym 17–19,5 cm to długość ogona). Masa ciała samców: 1135–1415 g, samic 930–1135 g. To średniej wielkości kuraki o smukłej sylwetce. Wyróżnia je lancetowany kształt piór, odmienny niż u innego himalajskiego kuraka – kuropatnika (Ithaginis cruentus). Występuje dymorfizm płciowy w upierzeniu. U ptaków obojga płci na głowie znajduje się czub, u samców jednak jest bardziej okazały; prezentują go podczas zalotów. W upierzeniu samców dominuje kolor beżowy wraz z wiśniowym. Między ptakami poszczególnych podgatunków dostrzec jednak można znaczące różnice. Samce wykazują dużą zmienność ubarwienia, jednak samice z różnych części zasięgu są do siebie stosunkowo podobne. U kuroczubów ogon składa się z 16 sterówek, w większości jednak zasłonięte są przez długie pokrywy nadogonowe. 
Ptaki z Himalajów mają upierzenie zazwyczaj ciemne, najciemniejsze ptaki występują w zachodniej części zasięgu tej grupy. U samców P. m. nipalensis upierzenie różni się od koloru ciemnego mahoniu (ptaki z północnego Pakistanu) do srebrzystoszarego we wschodnich Chinach. Samice tego podgatunku wyróżniają się jasną brwią i rdzawymi pokrywami podogonowymi. U samców z zachodu i północy Chin charakterystyczną cechą jest złota obroża i wzór pokrywający wierzch ciała, pierś i boki: dwa czarne pasy po bokach szarej stosiny pióra. Samice podgatunku P. m. xanthospila od samic form himalajskich odróżnia mniejsze bogactwo barw. Samce P. m. darwini ze wschodnich Chin nie mają złotej obroży – jak u innych chińskich kuroczubów – ale poza tą jedną cechą wyróżnia je stosunkowo duża zmienność. Ma ona w większości charakter klinowy.
Dalszy opis dotyczy reprezentantów podgatunku nominatywnego. U samca pióra na głowie – w tym pęczki piór stojące niczym uszy ssaka – są czarne, lśniące zielono. Kontrastują z białymi plamami po bokach szyi. Czub rdzawobrązowy, z wyjątkiem najdłuższych piór, które są czarne. Niższą część szyi, pierś i większość pozostałych części ciała porastają pióra srebrzystoszare o czarnych stosinach, jedynie na kuprze dostrzec można płowy nalot. Przód szyi, środek piersi, brzuch i okolice kloaki kasztanowe, najciemniejsze pióra w tym odcieniu to pokrywy podogonowe, dodatkowo ozdobione białymi końcówkami. Skrzydła płowobrązowe po rdzawobrązowe, stosiny czarne, a na lotkach II rzędu przed końcówkami występuje plamkowanie. Wydłużone pokrywy nadogonowe mają w większości barwę kasztanową, końcówki szare, stosiny czarne (lecz nie na całej długości). Sterówki kasztanowe, na wewnętrznych chorągiewkach zewnętrznych piór czarniawe. Każda z nich ma czarne zakończenie i biały pasek przed nim. U samic ciemię ma barwę płową i pokryte jest czarnymi paskami, podobnie jak czub. Widoczna krótka i szeroka płowa brew. Niższa część pokryw usznych oraz gardło białawe, oddziela je przerywany pasek podbródkowy. Pozostała część głowy, szyi oraz spodu ciała płowa, upstrzona czarnymi i brązowymi wzorkami. W tylnej części spodu ciała wzorki te przechodzą w paski, a ich tło w bardziej białawe. Wierzch ciała, w tym skrzydła, zdobią czarne pasy i plamy na płowobrązowym tle; stosiny płowe. Sterówki jak u samca. Osobniki młodociane w dużej mierze przypominają samice. Szatę dorosłą uzyskują w pierwszym roku życia.

## Ekologia i zachowanie
Środowiskiem życia kuroczubów są lasy mieszane i bory na spadzistych, stromych zboczach. Przeważnie odnotowywane są na wysokości od 2200 do 2500 m n.p.m., jednak odnotowywano je do ponad 4000 m n.p.m. (latem) i, w dolnej granicy zasięgu, 600 m n.p.m. W okresie zimowym poszukują schronienia w dolinach górskich. Podobnie jak przedstawiciele innych gatunków z lasów umiarkowanych kuroczuby preferują obszary z dobrze rozwiniętym podszytem złożonym między innymi z rododendronów i bambusów. Były jednak notowane również na terenach z podszytem mocno zniszczonym przez kozy. Przeważnie kuroczuby przebywają w parach, w zimie tworzą niekiedy małe grupy. Są bardzo ostrożne, a spłoszone przemykają wśród roślin lub zrywają się do lotu i uciekają w dół zbocza alarmując. Żerują wczesnym rankiem i późnym popołudniem. Zazwyczaj pokarmu szukają na terenach trawiastych, jednak rozgrzebaną przez te ptaki ziemię znajdowano również w innych miejscach – najpewniej ptaki szukają tam korzeni i bulw. Na tle innych bażantów kuroczuba wyróżnia skład pożywienia – stosunkowo duży odsetek spożywanego pokarmu stanowi materia roślinna, jedynie uzupełniania bezkręgowcami. Podczas zimy zjadają również igły drzew iglastych.

### Lęgi
Nawoływanie samców, trwające od 5 do 50 minut, usłyszeć można od listopada do czerwca. Samce podczas zalotów stawiają swój czub oraz pęczki piór po bokach głowy, stroszą pióra i dumnym krokiem okrążają samicę. Okres składania jaj trwa od kwietnia do czerwca. Ze względu na obserwacje, podczas których przeważnie ptaki widuje się w parach, kuroczuba uznaje się za gatunek monogamiczny. Obserwowano jednak kojarzenie samicy z dwoma samcami (poliandria). Gniazdo stanowi wydrapane w ziemi zagłębienie, nierzadko osłonięte gęstym krzewem. Wyściółkę stanowią liście i gałęzie. Zniesienie liczy zwykle 5–7 jaj (odnotowywano do 9). Inkubacja trwa w niewoli 26–27 dni, donoszono również o krótszym okresie: 21–22 dni. Kuroczuby osiągają dojrzałość płciową w pierwszym roku życia.

## Status i zagrożenia
IUCN uznaje kuroczuba za gatunek najmniejszej troski (LC, Least Concern). W Chinach w Czerwonej Księdze (2015) gatunkowi nadano lokalny status LC. BirdLife International ocenia globalny trend jako spadkowy ze względu na wycinkę podszytu i nadmierny wypas, który prowadzi do fragmentacji odpowiedniego środowiska. Według stanu wiedzy z 2002 roku podgatunki P. m. joretania i P. m. darwini, występujące w gęsto zaludnionych rejonach południowo-wschodnich Chin, mogą być bardziej narażone.
Po raz pierwszy w europejskich hodowlach kuroczuby pojawiły się w 1864. Pierwszy pomyślny lęg wyprowadzony został w 1872 we Francji. Pod koniec XIX wieku zniknęły z europejskich hodowli, kolejne importy pojawiły się na początku XX wieku. Często zdarzało się jednak, że ptaki umierały z powodu złej diety, warunków bytowych czy wypadków powodowanych przez niewłaściwe obchodzenie się z nieprzywykłym do obecności ludzi ptakiem. Są to ptaki polecane raczej doświadczonym hodowcom ze względu na mniejszą odporność w stosunku do innych bażantów; ponadto często występują u nich infekcje pasożytnicze oraz histomonadoza.